# Medeglia
Medeglia  är en ort i kommunen Monteceneri i kantonen Ticino, Schweiz. 
Medeglia var tidigare en självständig kommun, men 21 november 2010 blev Medeglia en del av nybildade kommunen Monteceneri.